# Иващенко, Анатолий Захарович
Анатолий Захарович Ива́щенко (1925—2004) — советский журналист, писатель, сценарист.

## Биография
Родился 8 мая 1925 года в слободе Большая Мартыновка (ныне Ростовская область. В 1942 году окончил восемь классов средней школы в городе Сальске, который был оккупирован с 1942 года немецкими захватчиками, Анатолий был активным участником подпольной молодёжной организации, затем в феврале 1943 года в семнадцать лет Анатолий Захарович уходит на фронт. Боевой путь прошёл от Дона до озера Балатон (Венгрия). Освобождал Ростовскую область, принимал участие в освобождении Донбасса, Крыма, Украины и Балканских государств. На фронте был бронебойщиком, потом разведчиком, был трижды ранен. Учился на курсах младших лейтенантов 3-го Украинского фронта осенью 1944 года, но не закончил, фашисты вели наступления у озера Балатон в Венгрии и Анатолий Захарович участвовал в ликвидации прорыва, там же в 1945 году был тяжело ранен, это его было последнее четвёртое ранение. Лечился в госпитале в Ереване, где встретил День Победы.
После окончания Великой Отечественной войны закончил вечернюю школу, работал каменщиком, штукатуром и маляром. Затем заочно учился в Московском полиграфическом институте. Жил в Ростове-на-Дону, работал в районной и областной газетах. Многие годы Анатолий Захарович работал в газетах: в 1947—1952 годах — «Сальский большевик» в Сальске, в Ростове-на-Дону в 1952—1954 годах — «Большевистская смена». В «Комсомольской правде» в 1954—1971 годах был собственным корреспондентом по ряду областей, затем заместителем заведующего отделом крестьянской молодежи, 1960—1971 — разъездной корреспондент-очеркист. В 1971—1984 годах работал в газете «Известия», затем в 1984—1991 годах был политическим обозревателем Центрального телевидения. Анатолий Захарович является автором документальных книг: «Журавлиный камень» (1978), «Сотворение хлеба» (1979), «Летит перо ковыля» (1991). «Сотворение хлеба».
Умер в 2004 году.

## Награды и премии
- орден Отечественной войны I степени (6.11.1985)
- орден Красной Звезды (19.10.1943;,Был представлен к ордену Отечественной войны II степени)
- медали
- Государственная премия РСФСР имени братьев Васильевых (1982) — за сценарий документального полнометражного фильма «Сотворение хлеба» производства Ростовской-на-Дону студии кинохроники[2].
- многие журналистские премии.